# Skaun
Skaun là một đô thị hạt Trøndelag, Na Uy. Nó là một phần của khu vực Orkdalen. Trung tâm hành chính của đô thị này là làng Børsa.
Skaun (đến năm 1930 tên là Børseskogn) được tách từ Børsa ngày 1 tháng 1 năm 1890. Børsa và Buvik được sáp nhập với Skaun ngày 1 tháng 1 năm 1965. Các làng chính trong Skaun bao gồm Buvika, Børsa, Venn, Viggja, và Eggkleiva. Trung tâm hành chính nằm ở Børsa.
Skaun chủ yếu là nông thôn, nhưng chỉ có cự ly 25 km so với thành phố lớn thứ ba của Na Uy, Trondheim. Hầu hết cư dân, trừ trường hợp công nhân khu vực nông nghiệp và công chúng, có công việc bên ngoài đô thị ở Trondheim, Orkanger, hoặc Melhus.